# Marko Asmer
 Marko Asmer (ur. 30 lipca 1984 w Tallinnie) – estoński kierowca wyścigowy. Syn byłego kierowcy wyścigowego Toivo Asmera.

## Kariera
Po raz pierwszy za kierownicą samochodu zasiadł w wieku 7 lat w samochodzie ojca – Ładzie.
Swoją karierę wyścigową rozpoczął w 1995 roku w kartingu. Już w roku 1999 był mistrzem Estonii, Skandynawii, Krajów bałtyckich oraz Finlandii. W 2001 roku został mistrzem świata a w rok później w klasyfikacji konstruktorów w zespole Tony Kart.
Zadebiutował w sezonie 2003 w Formule Ford, gdzie 5 razy wygrał, był 2 na festiwalu Formuły Ford na Brands Hatch. W tym samym roku brał udział w kilkudniowych testach w Formule 1 w bolidzie BMW-Williams. W latach 2004–2007 Marko startował w Brytyjskiej Formule 3 z przerwą w 2006 roku gdzie wystartował w edycji japońskiej w zespole HiTech Racing. Zajął 6 miejsce w klasyfikacji generalnej. W 2007 r. wrócił do edycji brytyjskiej i bezapelacyjnie wygrał zwyciężając w jedenastu wyścigach.
Dobre występy Estończyka poskutkowały pozyskaniem go przez zespół BMW Sauber jako kierowcę testowego w sezonie 2008.
Od czerwca 2008 był kierowcą zespołu GP2 Series – FMS International, jednak słaba forma zespołu nie pozwoliła mu na osiągnięcie przyzwoitych rezultatów.

## Wyniki w GP2
| Legenda oznaczeń w tabelach wyników Wyświetl szablon na nowej stronie | Legenda oznaczeń w tabelach wyników Wyświetl szablon na nowej stronie                                                                     |
| Oznaczenie                                                            | Wyjaśnienie |
| --------------------------------------------------------------------- | --- |
| Złoty                                                                 | Zwycięzca lub mistrzostwo |
| Srebrny                                                               | 2. miejsce lub wicemistrzostwo |
| Brązowy                                                               | 3. miejsce lub II wicemistrzostwo |
| Zielony                                                               | Ukończył, punktował (w klasyfikacji generalnej, gdy zdobył co najmniej jeden punkt na przestrzeni sezonu, poza trzema powyższymi opcjami) |
| Niebieski                                                             | Ukończył, nie punktował (w klasyfikacji generalnej, gdy nie zdobył co najmniej jednego punktu na przestrzeni sezonu)                      |
| Czerwony                                                              | Nie zakwalifikował się (NZ) |
| Czerwony                                                              | Nie prekwalifikował się (NPK) |
| Różowy                                                                | Nie ukończył (NU) |
| Różowy                                                                | Niesklasyfikowany (NS) (w klasyfikacji generalnej, gdy nie został sklasyfikowany w żadnym wyścigu sezonu)                                 |
| Czarny                                                                | Zdyskwalifikowany (DK) |
| Czarny                                                                | Wykluczony (WYK/EX) |
| Biały                                                                 | Nie wystartował (NW) |
| Biały                                                                 | Kontuzjowany (K/INJ) |
| Biały                                                                 | Wyścig odwołany (OD/C) |
| Bez koloru                                                            | Został wycofany (WYC/WD) |
| Bez koloru                                                            | Nie przybył (NP/DNA) |
| Bez koloru                                                            | Nie brał udziału w treningach (NT/DNP) |
| Bez koloru                                                            | Nie został zgłoszony (–) |
| Pogrubienie                                                           | Start z pole position |
| Kursywa                                                               | Najszybsze okrążenie wyścigu |
| †                                                                     | Nie ukończył, ale jego rezultat został zaliczony ze względu na przejechanie więcej niż 90% dystansu wyścigu.                              |
| *                                                                     | Sezon w trakcie |
| 1/2/3                                                                 | Punktowana pozycja w sprincie kwalifikacyjnym                                                                                             |
| Lista systemów punktacji Formuły 1                                    | |

| Rok  | Zespół                               | Wyniki w poszczególnych eliminacjach | Wyniki w poszczególnych eliminacjach | Wyniki w poszczególnych eliminacjach | Wyniki w poszczególnych eliminacjach | Wyniki w poszczególnych eliminacjach | Wyniki w poszczególnych eliminacjach | Wyniki w poszczególnych eliminacjach | Wyniki w poszczególnych eliminacjach | Wyniki w poszczególnych eliminacjach | Wyniki w poszczególnych eliminacjach | Wyniki w poszczególnych eliminacjach | Wyniki w poszczególnych eliminacjach | Wyniki w poszczególnych eliminacjach | Wyniki w poszczególnych eliminacjach | Wyniki w poszczególnych eliminacjach | Wyniki w poszczególnych eliminacjach | Wyniki w poszczególnych eliminacjach | Wyniki w poszczególnych eliminacjach | Wyniki w poszczególnych eliminacjach | Wyniki w poszczególnych eliminacjach | Punkty | Pozycja |
| ---- | ------------------------------------ | ------------------------------------ | ------------------------------------ | ------------------------------------ | ------------------------------------ | ------------------------------------ | ------------------------------------ | ------------------------------------ | ------------------------------------ | ------------------------------------ | ------------------------------------ | ------------------------------------ | ------------------------------------ | ------------------------------------ | ------------------------------------ | ------------------------------------ | ------------------------------------ | ------------------------------------ | ------------------------------------ | ------------------------------------ | ------------------------------------ | ------ | ------- |
| 2008 | Fisichella Motor Sport International | ESP                                  | ESP                                  | TUR                                  | TUR                                  | MON                                  | MON                                  | FRA                                  | FRA                                  | GBR                                  | GBR                                  | DEU                                  | DEU                                  | HUN                                  | HUN                                  | VAL                                  | VAL                                  | BEL                                  | BEL                                  | ITA                                  | ITA                                  | 0      | 28      |
| 2008 | Fisichella Motor Sport International | -                                    | -                                    | -                                    | -                                    | -                                    | -                                    | 17                                   | 11                                   | 20                                   | 13                                   | 14                                   | 13                                   | 18                                   | NU                                   | NW                                   | NU                                   | 16                                   | NU                                   | 15                                   | NU                                   | 0      | 28      |